# Ortès
Ortès (en francès Orthez) és un municipi francès situat al departament dels Pirineus Atlàntics i a la regió de la Nova Aquitània.

## Administració
| Període   | Identitat         | Partit |
| --------- | ----------------- | ------ |
| 1947-1965 | Henri Cazenave    |        |
| 1965-1977 | Jacques Moutet    |        |
| 1977-1989 | Jacques Destandau |        |
| 1989-2009 | René Ricarrère    | PS     |
| 2001-2008 | Thierry Issartel  | MoDem  |
| 2008-     | Bernard Molères   | PS     |

## Història
El 27 de febrer de 1814, a les acaballes de la guerra del Francès, va tenir lloc la batalla d'Ortès, en la que es van enfrontar els exèrcits del mariscal Nicolas Jean de Dieu Soult, en retirada, i l'anglès d'Arthur Wellesley de Wellington

## Referències

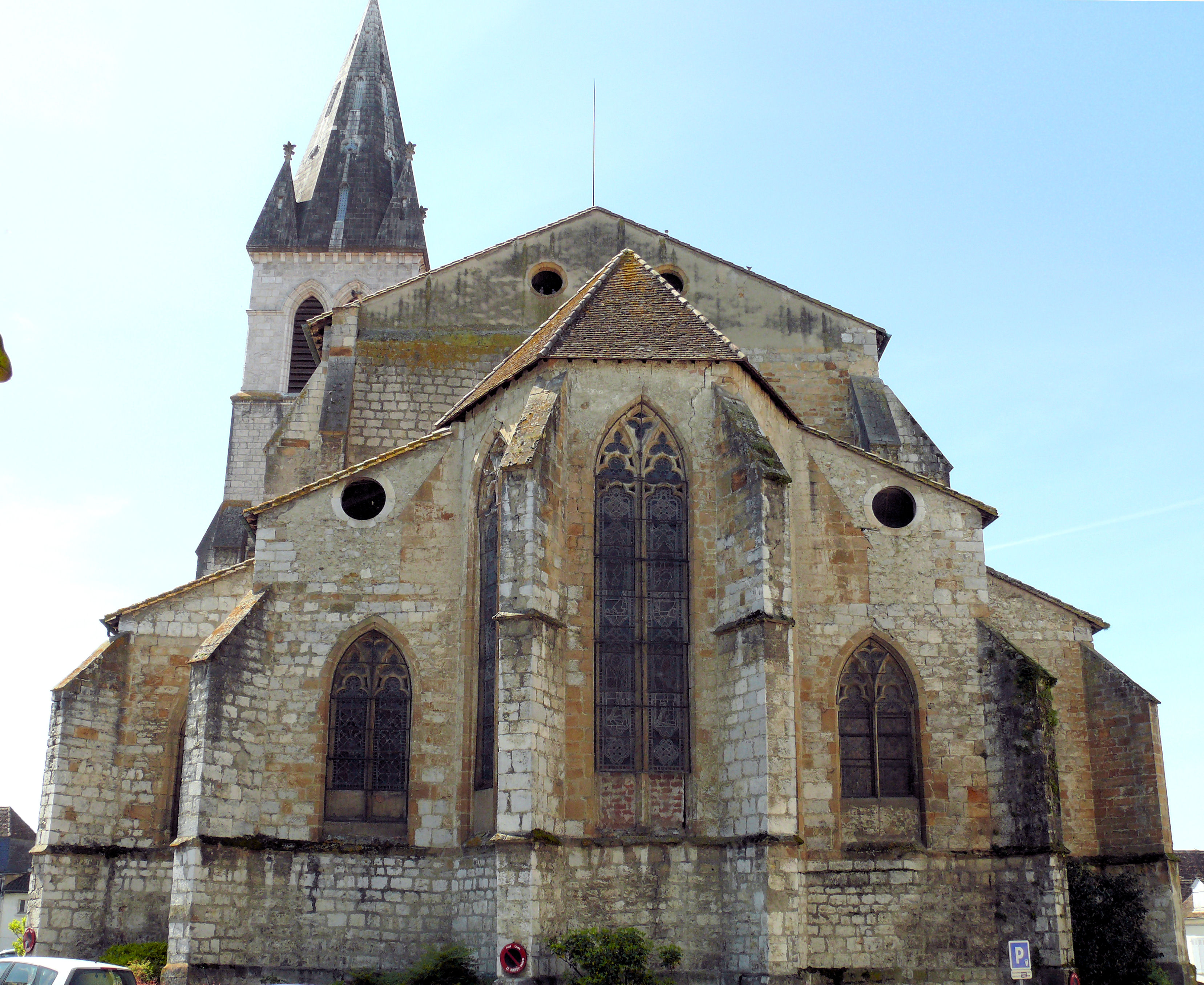

## Demografia
| Evolució de la població |       |       |       |       |       |       |       |       |
| 1793                    | 1800  | 1806  | 1821  | 1831  | 1836  | 1841  | 1846  | 1851  |
| 3 679                   | 6 738 | 6 987 | 6 802 | 7 121 | 7 857 | 7 021 | 7 184 | 6 948 |

| 1856  | 1861  | 1866  | 1872  | 1876  | 1881  | 1886  | 1891  | 1896  |
| ----- | ----- | ----- | ----- | ----- | ----- | ----- | ----- | ----- |
| 6 694 | 6 724 | 6 627 | 6 526 | 6 624 | 6 556 | 6 743 | 6 210 | 6 314 |

| 1901  | 1906  | 1911  | 1921  | 1926  | 1931  | 1936  | 1946  | 1954  |
| ----- | ----- | ----- | ----- | ----- | ----- | ----- | ----- | ----- |
| 6 365 | 6 254 | 6 247 | 5 850 | 5 952 | 6 219 | 6 175 | 6 450 | 6 713 |

| 1962  | 1968   | 1975   | 1982   | 1990   | 1999   | 2006 | 2011 | 2016 |
| ----- | ------ | ------ | ------ | ------ | ------ | ---- | ---- | ---- |
| 8 413 | 10 002 | 10 855 | 10 922 | 10 159 | 10 121 | -    | -    | -    |

| 2019 | - | - | - | - | - | - | - | - |
| ---- | - | - | - | - | - | - | - | - |
| -    | - | - | - | - | - | - | - | - |

## Agermanaments

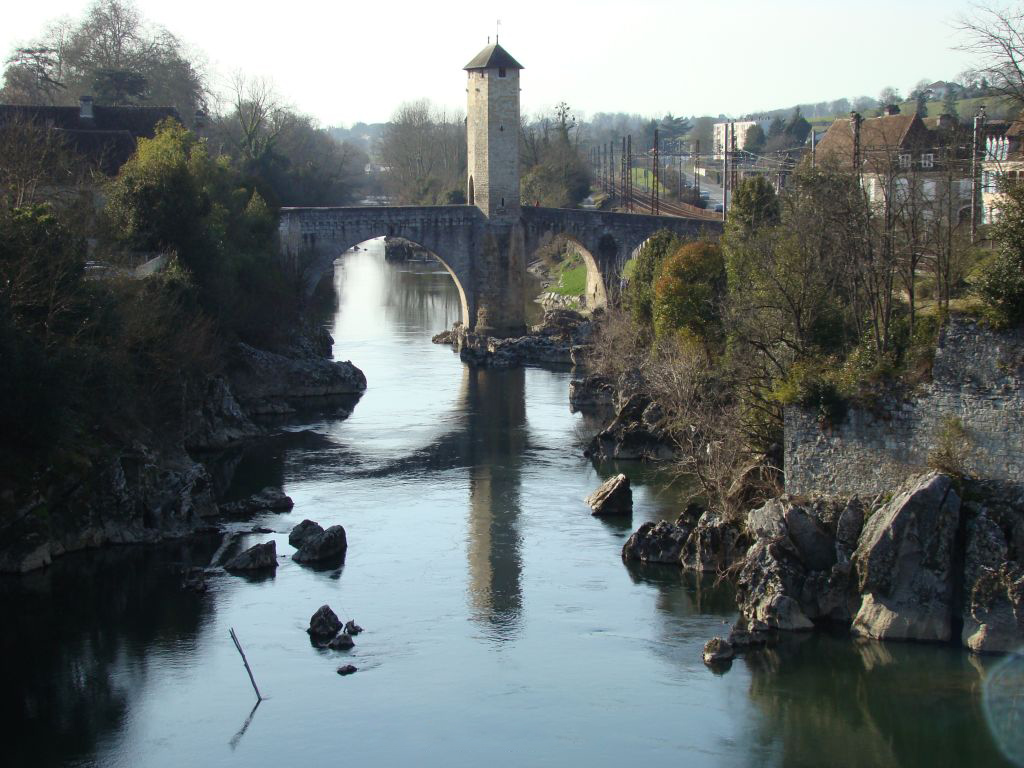

- Tarassona
- Mirandela
- Miranda do Douro